# Rhadinolontha mimetica
Rhadinolontha mimetica is een keversoort uit de familie bladsprietkevers (Scarabaeidae). De wetenschappelijke naam van de soort is voor het eerst geldig gepubliceerd in 1930 door Arrow.